# Căn cứ hỏa lực Bird
Căn cứ hỏa lực Bird là căn cứ hỏa lực cũ của Quân đội Mỹ tọa lạc ở Thung lũng Kim Sơn trong Chiến tranh Việt Nam.

## Lịch sử
Tháng 12 năm 1966, Bird bị Pháo đội C Tiểu đoàn 6, Trung đoàn 16 Pháo binh và Pháo đội B Tiểu đoàn 2, Trung đoàn 19 Pháo binh đóng chốt và được các đơn vị thuộc Tiểu đoàn 1, Trung đoàn 12 Kỵ binh bảo vệ. Sáng sớm ngày 27 tháng 12, sau đợt mở màn bằng trận pháo kích thì căn cứ này bị 3 Tiểu đoàn của Trung đoàn 22 Quân đội Nhân dân Việt Nam (QĐNDVN) tấn công. QĐNDVN nhanh chóng xuyên thủng hàng rào phòng thủ và chiếm giữ tất cả các ụ pháo 155mm và một số ụ pháo 105mm. Các khẩu pháo còn lại của Tiểu đoàn 2 Trung đoàn 19 Pháo binh sau đó được lực lượng cố thủ dùng để bắn đạn tổ ong trực tiếp vào QĐNDVN hòng ngăn chặn cuộc tấn công. Căn cứ hỏa lực Pony gần đó đã nã pháo bắn yểm trợ cùng những đợt không yểm của trực thăng vũ trang vừa bay đến đây buộc QĐNDVN phải rút lui.
Tổn thất của quân Mỹ tại căn cứ này là 27 người chết và 67 người bị thương, chiếm hơn 60% quân trú phòng, trong khi người Mỹ tuyên bố rằng tổn thất của QĐNDVN trong đợt tiến công và truy kích kéo dài 4 ngày của bên tấn công là 267 người chết.
Những hành động dũng cảm tại trận đánh này đều được giới chức quân sự Mỹ ghi nhận công lao. Piper và Crain được trao tặng Huân chương Chữ thập Quân công Xuất sắc. Huy chương Ngôi sao Bạc được trao cho Hạ sĩ 4 Turnage, Campanella, Trung sĩ Gregerio Nieto, Hạ sĩ 4 Frederick Weidman và Hạ sĩ 4 David Osborne. Năm người trong số binh sĩ tử trận cũng đều được nhận Huy chương Ngôi sao Bạc. Pháo đội B, Tiểu đoàn 2, Trung đoàn 19 Pháo binh được trao tặng Biểu chương Đơn vị Tổng thống vì những hành động của mình, trong khi Trung sĩ Nhất Delbert O. Jennings được trao tặng Huân chương Danh dự vì những hành động quả cảm mà ông thực hiện trong trận đánh này.:238

## Hiện tại
Cuộc tấn công vào Căn cứ hỏa lực Bird từng là đề tài của cuốn sách mang tên Bird do sử gia quân sự S.L.A. Marshall chấp bút. Ngày nay căn cứ này đã trở lại thành khu rừng rậm.